# André Schroeder
André Schroeder (* 22. April 1918 in Basel; † 7. Mai 2004 in Bern), reformiert, heimatberechtigt in Basel sowie Hölstein, war ein Schweizer Zahnmediziner sowie Hochschullehrer.

## Leben
André Schroeder, Sohn des Apothekers und Fabrikanten Carl August Schroeder und der aus Colmar gebürtigen Louise Adèle geborene Baer, nahm nach abgelegter Matura das Studium der Zahnmedizin an der Universität Basel auf, 1944 absolvierte er das Staatsexamen, 1945 erfolgte seine Promotion zum Dr. med. dent. André Schroeder trat in unmittelbarer Folge eine Assistenzstelle am Zahnärztlichen Institut der Universität Basel an, 1948 eröffnete er eine eigene Praxis, 1951 wurde er zum Leiter des Volkszahnklinik in Basel bestellt.
Schroeder habilitierte sich 1957 als Privatdozent für Zahnheilkunde in Basel, 1959 folgte er dem Ruf auf die ausserordentliche Professur für konservierende Zahnheilkunde an die Universität Bern. 1966 übernahm er von Walter Hess die Redaktion des deutschsprachigen Teils der Schweizerischen Monatsschrift für Zahnheilkunde. 1969 wurde er als erster Zahnarzt zum ordentlichen Professor an einer Schweizer Universität befördert. Schroeder, der zusätzlich von 1971 bis 1973 als erster Zahnmediziner Dekan der Medizinischen Fakultät sowie im Studienjahr 1979/80 als Rektor amtierte, wurde 1984 emeritiert. Aus der ersten Ehe mit Heidy geborene Buss (gestorben 1984) gingen 2 Töchter hervor: Elisabeth Fricker Meyer, Dentalhygienikerin, und Ursula von Mandach-Schroeder, Pharmazeutin am Universitätspital Zürich und Gründerin der Schweizerischen Arbeitsgemeinschaft für Perinatale Pharmakologie (SAPP). In zweiter Ehe war er mit Simone Friedli geborene Strebel verheiratet. Er verstarb 2004 86-jährig in Bern.
André Schroeder, der ein international anerkanntes Implantatsystem entwickelte, initiierte 1980 das Internationale Team für orale Implantologie (ITI), dem er bis 1992 als Präsident vorstand. Zu seinen Ehren rief das ITI den mit 20’000 Schweizer Franken dotierten Andre Schroeder-Forschungspreis ins Leben, der jährlich an unabhängige Wissenschaftler für Fortschritte in zahnmedizinischer Forschung und Entwicklung vergeben wird, mit dem Ziel, neue wissenschaftliche Erkenntnisse in dentaler Implantologie, oraler Geweberegeneration und verwandten Gebieten zu fördern.

## Publikationen
- Mit Luigi Castagnola: Die Autopolymerisate: Eine Zusammenfassung aller bisher bekannten und für den praktischen Zahnarzt wissenswerten Tatsachen über die schnellhärtenden Kunstharze, Urban & Schwarzenberg, 1951
- Endodontie: ein Leitfaden für Studium und Praxis, Quintessenz, 1977
- Zahnmedizin, Soll und Haben: Rektoratsrede. Bericht ueber das Studienjahr 1978, Universität Bern, 1979
- Mit Franz Sutter: Orale Implantologie: allgemeine Grundlagen und ITI-System, Ausgabe 2, Thieme, 1994, ISBN 3137161029.